# Hipocolesterolemia
Hipocolesterolemia é a presença de níveis anormalmente baixos (hipo-) de colesterol no sangue (-emia). Ainda não se sabe ao certo se os níveis baixos de colesterol são prejudiciais ao organismo.